# Владо Лиздек
Владо Лиздек (Соколац, 10. август 1947 — Београд, 14. новембар 2008) био је генерал-потпуковник Војске Републике Српске и учесник одбрамбено-отаџбинског рата (1992-1995) на простору Босне и Херцеговине.
У чин генерал-мајора унапређен је 1997. године, а 2001. године постао је генерал-потпуковника. У српској војсци обављао је дужности: командант 1. романијске пешадијске бригаде; начелник инспекције борбене готовости у Главном штабу ВРС; начелник Управе КоВ у Генералштабу ВРС; начелник оперативно-штабног Сектора у Генералштабу ВРС; начелник инспекције борбене готовости у Генералштабу ВРС (помоћник начелника Генералштаба ВРС).